# Francesco Vicari
Francesco Vicari (* 1935 in Lugano, heimatberechtigt in Caslano) ist ein ehemaliger Schweizer Berufsoffizier, Divisionär, ehemaliger Kommandant der Territorialzone 9 und Militärhistoriker.

## Leben
Er erwarb 1955 in Luzern das Handelsdiplom und war, anschliessend an Sprachstudien in England, als Kaufmann tätig. Am 12. April 1959 wurde Vicari Leutnant der Infanterie. Von 1959 bis 1969 war er Instruktionsoffizier und Ausbilder der Versorgungstruppe in Thun. Er besuchte 1960 die Militärschule an der Eidgenössische Technische Hochschule Zürich und 1972 den Lehrgang für höhere Offiziere an der Infanterieschule in Zug. Er nahm an der Infanterieschule Cesano in Rom teil und von 1975 bis 1976 am höheren Lehrgang des italienischen Armeestabs an der Kriegsschule in Civitavecchia.
Ab 1970 war er Infanterie-Instruktor in Losone, Bellinzona und Isone, in Schiess- und Fachschulen, Technischen Schulen, Artillerieschiessschulen und Generalstabs-Kursen. Von 1979 bis 1982 war er Kommandant der Grenadierschule Isone und von 1983 bis 1988 Kommandant der Fachschulen für Adjutanten I, II und III in Bern.
Von 1980 bis 1984 leistete er Dienst als Generalstabsoffizier bei der Festungsbrigade 23 und kommandierte 1985 bis 1988 das Gebirgsinfanterieregiment 30. Zwischen 1989 und 1991 war er dem Gebirgsarmeekorps 3 als Stabschef in Zug zugewiesen. Der Bundesrat beförderte ihn auf den 1. Januar 1992 zum Divisionär und ernannte ihn zum Kommandanten Territorialzone 9. Diese Funktion erfüllte er von 1992 bis 1997.
Vicari vertrat den Circolo Ufficiali di Lugano im Ausschuss der Tessiner Gesellschaft der Offiziere und war Mitarbeiter in der Redaktion der Rivista militare della Svizzera italiana. Er ist Ehrenpräsident der Associazione degli ufficiali del Foyer Bedretto. 2007 schenkte er den Fondo Vicari-Marcionelli (1913–1948) an der Associazione Archivi Riuniti delle Donne Ticino.
Er ist verheiratet und wohnt im Massagno.

## Schriften
- La campagna di Suvorov attraverso le Alpi svizzere nel 1799. In: Rivista militare della Svizzera italiana. Nr. 71, no. 4, Arti Grafiche Veladini SA, Lugano 1999, S. 19–26.
- A Cioss Prato il Foyer della Divisione Teritoriale 9. In: Rivista militare della Svizzera italiana. Band 72, Heft 2, Arti Grafiche Veladini SA, Lugano 2000.
- Comandare ieri, comandare oggi. In: Rivista militare della Svizzera italiana. Band 73, Heft 6, Gaggini-Bizzozero SA, Lugano 2002.
- Perché un interesse militare al Cristallina ? In: Rivista militare della Svizzera italiana. Band 74, Heft 4, Arti Grafiche Veladini SA, Lugano 2003.
- Roberto Moccetti Comandate di Corpo d’Armata 1926–11-2-2004.[3]
- Come ricordo il comandante di corpo Enrico Franchini. In: Rivista militare delle Svizzera italiana. Band 78, Heft 4, Arti Grafiche Veladini, Lugano 2006[4]
- La pianificazione della difesa combinata nell’Esercito 61: informazione su una prossima pubblicazione. In: Rivista militare della Svizzera italiana. Ban 81, Heft 5, Arti Grafiche Veladini SA, Lugano 2009.
- Esercito e club alpino svizzero. In: Rivista militare della Svizzera italiana. Band 83, Heft 6,  Arti Grafiche Veladini SA, Lugano 2011.
- Dal “bat a tocch” al bat mont 30. In: Rivista militare della Svizzera italiana. Band 84, Heft 2, Arti Grafiche Veladini SA, Lugano 2012.
- In ricordo del divisionario Ulrico Lobsiger. In: Rivista militare della Svizzera italiana. Band 88, Heft 5, Arti Grafiche Veladini SA, Lugano 2016.
- Un ricordo personale del brigadiere Eugenio Filippini. In: Rivista militare della Svizzera italiana. Band 88, Heft 5, Arti Grafiche Veladini SA, Lugano 2016.[5]
- La “chiesetta dei soldati” al Monte Ceneri. In: Rivista Militare Svizzera di lingua italiana: RMSI. Band 89, Heft 1, Arti Grafiche Veladini SA, Lugano 2017.
- La lunga storia dei “territoriali”. In: Rivista Militare Svizzera di lingua italiana: RMSI. Band 89, Heft 5, Arti Grafiche Veladini SA, Lugano 2017.
- Il Colonnello SMG Pier Augusto Albrici, dalla fanteria alla logistica.–In suo ricordo. In: Rivista Militare Svizzera di lingua italiana. Anno XCIV, No. 3, Arti Grafiche Veladini SA, Lugano maggio–giugno 2022, S. 33.